# Parkia balslevii
Parkia balslevii är en ärtväxtart som beskrevs av H.C.Hopkins. Parkia balslevii ingår i släktet Parkia och familjen ärtväxter. Inga underarter finns listade i Catalogue of Life.